# El Ghabra
El Ghabra è uno dei tre comuni del dipartimento di Barkewol, situato nella regione di Assaba in Mauritania. Contava 7.057 abitanti nel censimento della popolazione del 2000.